# Velika nagrada Japonske
Velika nagrada Japonske je že odkar je del prvenstva Svetovnega prvenstva Formule 1 v sezoni 1976 sinonim za napete in kontroverzne dirke. Tradicionalno je na sporedu na koncu sezone, zato je tu padlo že mnogo odločitev o naslovu prvaka. Zaradi tega in zaradi zanimivega in zahtevnega dirkališča Suzuka Circuit, je Velika nagrada Japonska ena najbolj priljubljenih dirk Formule 1.
Do sedaj je že dvnaajstkrat odločala o naslovu (v sezonah 1976, 1987-1991, 1996, 1998-2000, 2003) in 2003), petkrat od teh pa je bila to hkrati tudi zadnja dirka sezone (1976, 1996, 1998-1999 in 2003). Od sezone 2004 pa je Velika nagrada Brazilije zadnja dirka prvenstva.
Najbolj znani dirke sta bili v sezonah 1989 in 1990, ko je obakrat naslov prvaka odločilo kontroverzno trčenje med Alainom Prostom in Ayrtonom Senno, ter v sezonah 1998 in 2000, ko se je odločal boj za naslov prvaka med Michaelom Schumacherjem in Miko Häkkinenom.

## Zmagovalci Velike nagrade Japonske

### Večkratni zmagovalci
| Št. zmag | Dirkač             | Zmage                              |
| -------- | ------------------ | ---------------------------------- |
| 6        | Michael Schumacher | 1995, 1997, 2000, 2001, 2002, 2004 |
| 5        | Lewis Hamilton     | 2007, 2014, 2015, 2017, 2018       |
| 4        | Sebastian Vettel   | 2009, 2010, 2012, 2013             |
| 4        | Max Verstappen     | 2022, 2023, 2024, 2025             |
| 2        | Gerhard Berger     | 1987, 1991                         |
| 2        | Ayrton Senna       | 1988, 1993                         |
| 2        | Damon Hill         | 1994, 1996                         |
| 2        | Mika Häkkinen      | 1998, 1999                         |
| 2        | Fernando Alonso    | 2006, 2008                         |

### Po letih
Roza ozadje označuje dirke, ki niso štele za prvenstvo Formule 1.
| Leto | Dirkač             | Moštvo                     | Dirkališče | Poročilo |
| ---- | ------------------ | -------------------------- | ---------- | -------- |
| 2025 | Max Verstappen     | Red Bull Racing-Honda RBPT | Suzuka     | Poročilo |
| 2024 | Max Verstappen     | Red Bull Racing-Honda RBPT | Suzuka     | Poročilo |
| 2023 | Max Verstappen     | Red Bull Racing-Honda RBPT | Suzuka     | Poročilo |
| 2022 | Max Verstappen     | Red Bull Racing-RBPT       | Suzuka     | Poročilo |
| 2019 | Valtteri Bottas    | Mercedes                   | Suzuka     | Poročilo |
| 2018 | Lewis Hamilton     | Mercedes                   | Suzuka     | Poročilo |
| 2017 | Lewis Hamilton     | Mercedes                   | Suzuka     | Poročilo |
| 2016 | Nico Rosberg       | Mercedes                   | Suzuka     | Poročilo |
| 2015 | Lewis Hamilton     | Mercedes                   | Suzuka     | Poročilo |
| 2014 | Lewis Hamilton     | Mercedes                   | Suzuka     | Poročilo |
| 2013 | Sebastian Vettel   | Red Bull-Renault           | Suzuka     | Poročilo |
| 2012 | Sebastian Vettel   | Red Bull-Renault           | Suzuka     | Poročilo |
| 2011 | Jenson Button      | McLaren-Mercedes           | Suzuka     | Poročilo |
| 2010 | Sebastian Vettel   | Red Bull-Renault           | Suzuka     | Poročilo |
| 2009 | Sebastian Vettel   | Red Bull-Renault           | Suzuka     | Poročilo |
| 2008 | Fernando Alonso    | Renault                    | Fuji       | Poročilo |
| 2007 | Lewis Hamilton     | McLaren-Mercedes           | Fuji       | Poročilo |
| 2006 | Fernando Alonso    | Renault                    | Suzuka     | Poročilo |
| 2005 | Kimi Räikkönen     | McLaren-Mercedes           | Suzuka     | Poročilo |
| 2004 | Michael Schumacher | Ferrari                    | Suzuka     | Poročilo |
| 2003 | Rubens Barrichello | Ferrari                    | Suzuka     | Poročilo |
| 2002 | Michael Schumacher | Ferrari                    | Suzuka     | Poročilo |
| 2001 | Michael Schumacher | Ferrari                    | Suzuka     | Poročilo |
| 2000 | Michael Schumacher | Ferrari                    | Suzuka     | Poročilo |
| 1999 | Mika Häkkinen      | McLaren-Mercedes           | Suzuka     | Poročilo |
| 1998 | Mika Häkkinen      | McLaren-Mercedes           | Suzuka     | Poročilo |
| 1997 | Michael Schumacher | Ferrari                    | Suzuka     | Poročilo |
| 1996 | Damon Hill         | Williams-Renault           | Suzuka     | Poročilo |
| 1995 | Michael Schumacher | Benetton-Renault           | Suzuka     | Poročilo |
| 1994 | Damon Hill         | Williams-Renault           | Suzuka     | Poročilo |
| 1993 | Ayrton Senna       | McLaren-Ford               | Suzuka     | Poročilo |
| 1992 | Riccardo Patrese   | Williams-Renault           | Suzuka     | Poročilo |
| 1991 | Gerhard Berger     | McLaren-Honda              | Suzuka     | Poročilo |
| 1990 | Nelson Piquet      | Benetton-Ford              | Suzuka     | Poročilo |
| 1989 | Alessandro Nannini | Benetton-Ford              | Suzuka     | Poročilo |
| 1988 | Ayrton Senna       | McLaren-Honda              | Suzuka     | Poročilo |
| 1987 | Gerhard Berger     | Ferrari                    | Suzuka     | Poročilo |
| 1977 | James Hunt         | McLaren-Ford               | Fuji       | Poročilo |
| 1976 | Mario Andretti     | Lotus-Ford                 | Fuji       | Poročilo |
| 1976 | Jacques Laffite    | BMW                        | Fuji       | Poročilo |
| 1975 | Masahiro Hasemi    | March                      | Fuji       | Poročilo |
| 1973 | Motoharu Kurosava  | March                      | Fuji       | Poročilo |
| 1972 | John Surtees       | Surtees                    | Fuji       | Poročilo |
| 1971 | Kuniomi Nagamacu   | Mitsubishi                 | Fuji       | Poročilo |
| 1969 | Motoharu Kurosava  | Nissan                     | Fuji       | Poročilo |
| 1968 | Moto Kitano        | Nissan                     | Fuji       | Poročilo |
| 1967 | Tecu Ikuzava       | Porsche                    | Fuji       | Poročilo |
| 1966 | Jošikazu Sunako    | Prince                     | Fuji       | Poročilo |
| 1964 | Soukiči Šikiba     | Porsche                    | Suzuka     | Poročilo |
| 1963 | Peter Warr         | Lotus-Cosworth             | Suzuka     | Poročilo |